# Leon Popek
Leon Popek (ur. 23 września 1958 w Karolinowie – polski historyk, archiwista, doktor nauk humanistycznych w zakresie historii, pracownik IPN, opiekun polskich miejsc pamięci na Wołyniu. Prezes Towarzystwa Przyjaciół Krzemieńca i Ziemi Wołyńsko-Podolskiej w Lublinie.

## Życiorys
Ukończył studia historyczne na Katolickim Uniwersytecie Lubelskim. W ich trakcie zaangażował się w funkcjonowanie Koła Naukowego Historyków Studentów KUL, m.in. w roku akademickim 1980/1981 wchodził w skład Komisji Rewizyjnej oraz sekcji kultury ludowej Koła. Rozprawę doktorską pt. Dzieje diecezji łuckiej 1925–1939 obronił na Wydziale Nauk Humanistycznych KUL w 2003 roku. Pracuje w Instytucie Pamięci Narodowej Oddział Lublin.
W 1992 roku został prezesem Towarzystwa Przyjaciół Krzemieńca i Ziemi Wołyńsko-Podolskiej w Lublinie. Towarzystwo Przyjaciół Krzemieńca i Ziemi Wołyńsko-Podolskiej powstało w 1989 r. w Lublinie z inicjatywy byłych mieszkańców Krzemieńca, Wołynia i Podola. Jego partnerem oraz jest Towarzystwo Miłośników Wołynia i Polesia.
Jak sam twierdzi, wybrał zawód historyka, by zbadać okoliczności zbrodni w Ostrówkach i zbrodni w Woli Ostrowieckiej, skąd pochodziła jego matka Helena z d. Szwed. W latach 70. rozpoczął prywatnie zbieranie relacji świadków ludobójstwa OUN-UPA. Wraz z Tomaszem Trusiukiem doprowadził do wzniesienia pierwszego w Polsce pomnika rzezi wołyńskiej (Ruda-Huta, 1984 rok). Od 1990 roku organizuje akcje renowacji i porządkowania wołyńskich cmentarzy. W 1992 roku współorganizował ekshumacje szczątków ofiar OUN-UPA w Ostrówkach i Woli Ostrowieckiej, kontynuowane w latach późniejszych.
Jest autorem lub współautorem 21 książek i ponad 180 artykułów, głównie z zakresu historii Wołynia. Był konsultantem historycznym filmu Wołyń. Członek Kapituły Nagrody „Semper Fidelis” przyznawanej przez Instytut Pamięci Narodowej.

## Życie prywatne
Żonaty z Jolantą Popek, ma czworo dzieci: córki Agnieszkę i Annę oraz synów Michała i Pawła.

## Publikacje
- Bp Adolf Piotr Szelążek, Pasterz diecezji łuckiej. W:  Ład 8(1990), nr 9, s. 5.
- (Gmiter M., Kotowski B., Laskowska B., Popek L.) Cmentarz rzymskokatolicki przy ul. Lipowej w Lublinie, KAW, Lublin 1990.
- Diecezja łucka w okresie 1917-1939. Rozprawa doktorska. Lublin, 1992.
- Diecezja Łucka w czasie II wojny światowej (1939-1945). W: Chrześcijaństwo w Związku Radzieckim w dobie pierestrojki i głasnosti: materiały z sesji eklezjologiczno-misjologicznej, Pieniężno, 28-30 IX 1989. Warszawa - Pieniężno 1992, s. 130-137
- Diecezja łucka. W: Życie religijne w Polsce pod okupacją 1939–1945. Metropolie Wileńska i Lwowska. Zakony, pod red. ks. Z. Zielińskiego. Katowice 1992, s. 498–502.
- Uchodźcy z Wołynia w latach 1943-1944 w świetle dokumentów przechowywanych w Archiwum Państwowym w Lublinie // Archiwum Państwowe, 1995 (t. 10), s. 175-185.
- Świątynie Wołynia, Lublin 1997
- Wołyński testament, Lublin 1997 (wraz z T. Trusiukiem, P. Wirą i Z. Wirą)
- Okrutna przestroga, Lublin 1997 (wraz z J. Dębskim)
- Wołyń ocalić od zapomnienia, Lublin 1997
- Śladami ludobójstwa na Wołyniu, Lublin 1998 (razem z Leonem Karłowiczem)
- Polesie – ocalić od zapomnienia, Lublin 1998
- Osadnictwo wojskowe na Wołyniu, Lublin 1998
- Włodzimierz Wołyński, Lublin 1998
- Janowa Dolina / [oprac. całości Leon Popek]., Lublin 1998
- Polacy i Kościół rzymskokatolicki na Wołyniu w latach 1918–1997, Lublin 1999
- Ilustrowany przewodnik po Równem / [oprac. całości Danuta Czarnocka et al. ; wstęp Leon Popek], Lublin 1999
- Wołyń podróż sentymentalna, Lublin 2000
- Represje wobec Kościoła katolickiego na Lubelszczyźnie w latach 1944-1956 w świetle dokumentów w zasobie Archiwum Państwowego w Lublinie (Sesja naukowa pt.Aparat ucisku na Lubelszczyźnie w latach 1944-1956 wobec duchowieństwa katolickiego / Konferencja naukowa, Lublin  18.10.1998 r.). W: Z. Zieliński (red.), Aparat ucisku na Lubelszczyźnie w latach 1944–1956 wobec duchowieństwa katolickiego, Redakcja Wydawnictw KUL, Lublin 2000, s. 117–130.
- Martyrologia duchowieństwa katolickiego na Kresach południowo-wschodnich II Rzeczypospolitej w latach 1939-1946. W: Ojczyzna i wolność : prace ofiarowane Profesorowi Janowi Ziółkowi w siedemdziesiątą rocznicę urodzin. 2000, s. [253]-259
- Losy księży rzymskokatolickich na Wołyniu i w Galicji Wschodniej w latach 1943-1944. W: Antypolska akcja OUN-UPA 1943-1944. Fakty i interpretacje,red. G. Motyka, D. Libionka, Warszawa 2002, s. 76-80.
- Cmentarz parafialny w Ostrówkach na Wołyniu, Lublin 2005
- Popek L., Straty Kościoła rzymskokatolickiego na Wołyniu w latach 1939–1945. W: Polskie Państwo Podziemne na Wołyniu w latach 1939-1944 / pod red. Mieczysława Sawczuka i Leona Popka; Zamiejscowy Wydział Nauk o Społeczeństwie KUL w Stalowej Woli. Sandomierz: Wydawnictwo Diecezjalne i Drukarnia, 2006. S. 98–122.
- Duchowieństwo diecezji łuckiej. Ofiary wojny i represji okupantów 1939–1945, Lublin 2010, ISBN 978-83-7270-791-8 (wraz z Marią Dębowską)
- Ostrówki. Wołyńskie ludobójstwo, Oficyna Wydawnicza RYTM, Warszawa 2011, ISBN 978-83-7399-469-0
- Świadkowie oskarżają. Okrutna przestroga, część III, Polihymnia, Lublin 2013, ISBN 978-83-7847-117-2 (wraz z Leonem Karłowiczem)
- Kres: Wołyń: historie dzieci ocalonych z pogromu / Konrad Piskała, Leon Popek, Tomasz Potkaj. Warszawa : Fabuła Fraza, 2016
- Martyrologia duchowieństwa diecezji łuckiej w okresie II wojny światowej 1939-1945. W: Historia, ludzie i miejsca : księga pamiątkowa Profesora Henryka Gapskiego. 2019. s. 613-623
- Niedokończone msze wołyńskie : martyrologium duchowieństwa wołyńskiego ofiar zbrodni nacjonalistów ukraińskich w czasie II wojny światowej / teksty biogramów Maria Dębowska, Leon Popek. Warszawa : "Civitas Christiana" ; Lublin : Instytut Pamięci Narodowej : Centrum Badań Wschodnioeuropejskich Ucrainicum, 2020.
- Dokumenty zbrodni wołyńskiej tom 1, oprac. Edward Gigilewicz, Leon Popek, Paweł Sokołowski, Tadeusz Zych, IPN, Muzeum - Zamek Tarnowskich w Tarnobrzegu, Warszawa–Lublin–Tarnobrzeg 2023, 328 s., ISBN: 978-83-8229-808-6 (IPN), 978-83-88660-88-7 (Muzeum - Zamek Tarnowskich w Tarnobrzegu)
- Kościoły i kaplice na Wołyniu z obrazami Włodzimierza Sławosza Dębskiego / Edward Gigilewicz, Leon Popek ; Instytut Pamięci Narodowej - Komisja Ścigania Zbrodni przeciwko Narodowi Polskiemu. Oddział w Lublinie. Lublin ; Warszawa : Instytut Pamięci Narodowej, 2023.

## Odznaczenia i nagrody
- I Nagroda „Przeglądu Wschodniego” (1998)[2],
- odznaczony tytułem Bene Meritus Terrae Lublinensi (2010)[2],
- nagroda „Książka Historyczna Roku” w kategorii książka popularnonaukowa za Ostrówki. Wołyńskie ludobójstwo (2011)[12],
- Srebrny Krzyż Zasługi (2014)[13].